# Siron Franco
Gessiron Alves Franco, mais conhecido como Siron Franco, (Goiás, 25 de julho de 1947) é um artista plástico brasileiro cuja obra é reconhecida no Brasil e no exterior. 
Como pintor, alcançou notável reconhecimento em sua participação na 12a. Bienal Nacional de São Paulo em 1974 onde foi premiado como o melhor pintor nacional. No ano seguinte, em 1975, Siron Franco ganha o prêmio internacional na 13ª. Bienal Internacional de São Paulo. Em 1980, Siron ganha o prêmio de melhor pintor do ano por sua exposição na Galeria Bonino no Rio de Janeiro. 
Suas obras estão presentes nos mais importantes museus do Brasil, como: MASP (São Paulo), MAC (São Paulo), MNBA (Rio de Janeiro) e MON (Curitiba) e do mundo como no Metropolitan Museum of Arts (The Met) em Nova York nos Estados Unidos e no Museu de Arte Contemporânea de Monterrey no México.
Siron é pintor, desenhista e escultor. Passou sua infância e adolescência em Goiânia, tendo sua primeira orientação de pintura com DJ Oliveira e Cleber Gouveia. Começou a ganhar a vida fazendo e vendendo retratos. A partir de 1965, decidiu concentrar-se no desenho, seguindo os esboços grotescos e irreais que tinha em mente. Entre 1969 e 1971 residiu em São Paulo, freqüentando os ateliês de Bernardo Cid e Walter Levi, em São Paulo e integrando o grupo que fez a exposição Surrealismo e Arte Fantástica, na Galeria Seta. 
O artista, segundo Margarida Patriota: "um menino pobre do interior de Goiás, a esposar credo chocante de expressão", é muito ligado às questões sociais: quando do acidente com o césio 137, elemento radioativo que causaria grandes danos de saúde a pessoas pobres de Goiânia, o artista pintou série intitulada “Césio”, atuando contra o descaso das autoridades diante do desamparo dos cidadãos. Os povos indígenas também foram tema de um memorial feito por Siron Franco, em respeito e homenagem ao contínuo massacre dessas populações. A devastação da natureza também seria um de seus motivos, denunciando a caça e a matança de animais.
É tio do Ministro das Relações Exteriores Carlos Alberto Franco França.

## Atividades
- Desenhos, pinturas, esculturas e instalações.
- Criação de diversos monumentos públicos que refletem a realidade social brasileira.
- Ilustração de livros (O Desafio do Branco, de Antonio Carlos Osório; O Forasteiro, de Walmir Ayala; Contos que Valem uma Fábula: História de Animais Animados, de Katia Canton, entre outros).

## Cronologia
- 1947 - Nasce em 25 de julho Gessiron Alves Franco, o filho mais novo entre dez, de Constâncio Altino Franco, trabalhador rural, posteriormente barbeiro de profissão, e sua mulher Semíramis França.
- 1950 - A família muda-se para Goiânia, onde ficam estabelecidos no Bairro Popular, de classe média baixa, pelos próximos vinte anos. Foi exatamente nessa localidade que ocorreu em 1987 o conhecido "Acidente radioativo de Goiânia", provocado pela exposição do elemento químico Césio-137. Este acidente foi posteriormente abordado pelo artista em uma de suas obras mais importantes e conhecidas, a Série Césio.
- 1962 - Pratica desenhos de maneira autodidata e aprende pintura a óleo. Executa os primeiros trabalhos pelos quais recebe remuneração, principalmente retratos. Lava pincel para DJ Oliveira, com quem desenvolveu sua técnicas.
- 1967 - Realiza o retrato da mulher do Governador de Goiás e, a partir de então, diversos outros de figuras da alta sociedade. Primeira exposição individual de desenhos, no Hotel Bandeirante.
- 1968 - Expõe na Segunda Bienal da Bahia, sagrando-se vencedor do Prêmio de Aquisição.
- 1969 - Segunda exposição na Fundação Cultural em Brasília. Ainda faz retratos e quadros sacros por encomenda, para sustentar-se financeiramente.
- 1970 - Casamento com Goiaci Milhomen. Nascimento do primeiro filho, Andre Milhomen Franco. Freqüenta os ateliês de Bernardo Cid e Walter Levy, em São Paulo. Integra o grupo que faz a exposição "Surrealismo e Arte Fantástica", na Galeria Seta, onde apresenta as obras Eros e Tânato
- 1971 - Volta a morar em Goiânia, com sua família. Primeira exibição individual no Rio de Janeiro, no Iate Clube da cidade.
- 1972 - Nascimento da primeira filha, Erika Milhomen Franco. Exposição individual na Galeria Porta do Sol, Brasília. Exposição no Iate Clube do Rio de Janeiro.
- 1974 - Nasce em Goiânia, no dia 15 de junho, Jean Milhomem Franco, filho de Siron com Goiaci.
- 1976 - Reside entre capitais europeias e o Brasil.
- 1979 - Projeto "Ver-A-Cidade", interferências no espaço urbano de Goiânia.
- 1981 - Siron foi convidado a representar o Brasil na 4ª. Bienal de Medellín na Colômbia e na 5ª. Bienal de Valparaíso no Chile.
- 1985 - Em 19 de junho nasce Nina Rattis Franco, a segunda filha de Siron, e primeira com sua segunda esposa, Rosana Rattis.
- 1987 - Direção de arte do documentário "Xingu", dirigido e apresentado por Washington Novaes, que foi exibido em rede nacional de televisão, com grande repercussão, sobre a vida dos índios habitantes de aldeias no Parque Indígena do Xingu.
- 1993 - Participou de duas exposições coletivas: "Searching for self-identity", na University of Essex Art Gallery e "A árvore de cada um", na Galeria Montesanti, em São Paulo. Em agosto fez uma mostra individual na Gaymu Inter Art Galerie, em Paris e, em dezembro, para o Dia Internacional da AIDS, criou um rosário com oitenta metros de comprimento, que foi carregado em procissão por um numeroso grupo de pessoas pelo centro de Goiânia.
- 1994 - Participação em oito exposições coletivas: "Cem anos de arte brasileira", no Museu Nacional de Belas Artes, no Rio de Janeiro. "Vida e arte do circo", na Pinacoteca do Estado de São Paulo. "Arte Latino-americano de los Noventa", no Art and Culture Center of Hollywood. "Bienal Brasil Século XX", na Fundação da Bienal de São Paulo. "América" no MASP, São Paulo. "Os novos viajantes", no SESC Pompéia, São Paulo. "Paisagens", na Galeria São Paulo. Em julho, o artista foi convidado para participar do prêmio MARCO, no Monterrey Museum of Contemporary Art. A obra enviada, um políptico intitulado "Marcas na tela", passou a fazer parte do acervo do museu. Além dessas, realizou três exposições individuais: em maio, na Durini Gallery, em Londres. Em outubro e dezembro "Siron Franco – pinturas recentes", montadas na Bolsa de Artes em Porto Alegre e na Elite Fine Arts, em Coral Gables, respectivamente.
- 1995 - Participa das seguintes coletivas: "Rio Mystères et Frontières" – Musée de Puly, Suíça e também no Museu de Arte Moderna do Rio de Janeiro e no Salão Preto e Branco do Museu Nacional de Belas Artes, no Rio de Janeiro. Destacam-se as seguintes exposições individuais: "Via Sacra" – BRB Galeria em Brasília; "Objetos Mágicos" – exposição itinerante, Museu de Arte de São Paulo; Museu Nacional de Belas Artes, no Rio de Janeiro. Galeria Marina Potrich em Goiânia; ARIA, Recife, e, Palácio do Itamaraty, Brasília. No dia 7 de julho nasce Camila Freitas Franco, a primeira neta do artista.
- 1996 - Participa de exposições individuais, tais como "Pinturas Recentes", no Escritório de Arte da Bahia, Salvador. "Embalagens e Objetos Mágicos" na Fundação Banco Patrícios, Buenos Aires, Argentina. Participa das seguintes coletivas: "UECLAA Highlights", no Bolivar Hall, Londres. Arte Brasileira Contemporânea, Brasilianische Kunst der Gegenwart – exposição comemorativa dos 100 anos da Bayer – Leverkusen, Alemanha e Dormagen também na Alemanha. Museu de Arte Moderna de São Paulo. Utopia, Casa das Rosas, São Paulo. "10 Artistas Brasileiros", Museu de Arte Contemporânea do Chile, Santiago, Chile. "Off Biennial", Museu da Escultura Brasileira, São Paulo.
- 1997 - Faz exposições individuais em Belo Horizonte, na Galeria de Arte Manoel Macedo, "Curtume" e "Instalação dos 7 Ministérios", MUBE, Salvador, Bahia.
- 1998 - O artista apresenta exposições individuais em Curitiba, com "Visões" na Simões de Assis Galeria de Arte. "Siron Franco – Pinturas dos 70 aos 90, Retrospectiva", no Centro Cultural Banco do Brasil, Rio de Janeiro e Pinacoteca do Estado (Pavilhão Manoel da Nóbrega, Parque Ibirapuera), São Paulo.
- 1999 - Este foi um ano de muito trabalho e muitas exposições. Fez a coletiva "A Resacralização da Arte" – SESC Pompéia em São Paulo. As individuais: "Siron Franco: Mostra Retrospectiva MARGS", Museu de Arte do Rio Grande do Sul Ado Malagoli, em Porto Alegre. "A vida Bate – Pinturas sobre papel", Museu Brasileiro da Escultura - MuBE, São Paulo. "Pinturas Recentes", Bolsa de Arte, Porto Alegre. Instalação "Salvai Nossas Almas", 2,8 mil roupas manchadas de sangue sobre lona, reproduzindo uma folha de jornal gigantesca, com ampliações de notícias verídicas veiculadas pela imprensa (de 1995 a 1999), denunciando a violência contra mulheres e crimes relacionados à pedofilia, na Esplanada dos Ministérios, Brasília.
- 2000 - Participa do maior evento cultural do país, Mostra do Redescobrimento, com a exposição "Brasil 500 anos", Fundação Bienal, Pavilhão Bienal de São Paulo. Além desse trabalho, apresenta exposições individuais, como: "Casulos" no Foyer do Teatro Nacional Cláudio Santoro, em Brasília. "Cocoons" Ims Lesters Rooms, em Londres, Inglaterra. "Siron 800 vezes – Cerâmicas", no Museu Nacional de Belas Artes, no Rio de Janeiro. "A vida Bate" – Pinturas sobre papel – Museu de Arte Contemporânea de Goiás, Goiânia, levada também para Porto Alegre, no Centro Cultural APLUB. Série "O que vi pela TV" no Elite Fine Art em Coral Gables, EUA.
- 2001 - Siron participa da exposição coletiva "Itinerância da Mostra do Redescobrimento" pelo Brasil e exterior. Apesar do excesso de trabalho, expõe, ainda, individualmente: "Vestígios – Série Césio", (Camas – objetos escultóricos). Fundação Jayme Câmara em Goiânia. "Casulos", Centro Cultural APLUB, em Porto Alegre. Galeria Nara Roesler em São Paulo. Capela do Solar do Unhão, Salvador. "Siron Cerâmicas" (placas esmaltadas). Foyer do Teatro Nacional Cláudio Santoro, em Brasília. No dia 14 de junho nasce Carolina Freitas Franco, sua segunda neta.
- 2002 - Participa de várias exposições individuais: Instalação "Intolerância", no Memorial da Liberdade, em São Paulo. "Desenhos Siron Franco" Galeria Paulo Darzé, Salvador. No dia 4 de julho nasce Ísis Xavier Franco.
- 2003 - Siron participa da 8a. Bienal de Havana em Cuba com a instalação "Intolerância".
- 2005 - Nasce no dia 22 de agosto, em Athens, Georgia, nos Estados Unidos, Fernando Henrique Franco Millán, o primeiro neto do artista.

- 2006 - Exposição no Museu Oscar Niemeyer, Curitiba, PR. Exposição no Instituto Tomie Ohtake, São Paulo, SP. Exposição, Galeria Nara Roesler, São Paulo, SP.

- 2007 - Exposição no Espaço Cultural Banco do Brasil, Rio de Janeiro, RJ.

- 2008 - Nasce no dia 27 de junho em Athens, Georgia, nos Estados Unidos, Luis Eduardo Franco Millán, o segundo neto do artista.
- 2009 - Nasce no dia 3 de junho em San Francisco, California, nos Estados Unidos, Lauren Droppa Franco, a terceira neta do artista.
- 2012 - Exposição "Brasil Cerrado" no Museu de Arte Moderna do Rio de Janeiro (MAM), Rio de Janeiro, RJ, Brasil

- 2015 - Participa pela Galeria Clima da exposição Coletiva "Onde Anda a Onda" no Museu Nacional, Brasília, Brasil
- 2017 - Exposição “Siron Franco em 38 obras: 1974 a 2017” na Biblioteca Mário de Andrade, São Paulo, SP, Brasil
- 2018 - Exposição “Em nome de Deus”, na Galeria Marcelo Guarnieri, São Paulo, SP, Brasil

## Exposições Individuais
- 1967

Goiânia GO – Siron Franco: desenhos, no Hotel Bandeirantes
- 1969

Brasília DF – Siron Franco: desenhos e pinturas, na Fundação Cultural do Distrito Federal
- 1972

Brasília DF – Siron Franco: pinturas, na Galeria Porta do Sol
Rio de Janeiro RJ – Individual, no Iate Clube do Rio de Janeiro
- 1973

Porto Alegre RS – Siron Franco: pinturas, na Galeria Guignard
Porto Alegre RS – Individual, na Galeria Vernissage
Rio de Janeiro RJ – Siron Franco: pinturas, na Galeria Intercontinental
- 1974

Goiânia GO – Individual, na Galeria LBP
Rio de Janeiro RJ – Individual, na Petite Galeria
- 1975

Brasília DF – Individual, na Galeria Oscar Seraphico
São Paulo SP – Siron Franco: pinturas, na Galeria Cosme Velho
- 1976

Porto Alegre RS – Siron Franco: pinturas, na Oficina de Arte
Rio de Janeiro RJ – Individual, na Petite Galerie
- 1977

Goiânia GO – Siron Franco Expõe Arte Sacra, na Galeria Casa Grande
Roma (Itália) – Goiás, Brasil: sua arte contemporânea, na Embaixada do Brasil na Itália
- 1978

Brasília DF – Individual, na Fundação Cultural do Distrito Federal
Goiânia GO – Siron Franco: desenhos, na Galeria Casa Grande
Rio de Janeiro RJ – Últimos Trabalhos, na Galeria Bonino
- 1979

Brasília DF – Individual, na Fundação Cultural do Distrito Federal
Goiânia GO – Siron Franco: pinturas, na Galeria Casa Grande
- 1980

Salvador BA – Individual, no MAM/BA
São Paulo SP – Individual, no Masp
- 1981

Goiânia GO – Siron Franco: pinturas, na Galeria Casa Grande
Porto Alegre RS – Siron Franco: pinturas, na Galeria Salamandra
Recife PE – Siron Franco: pinturas, na Ranulpho Galeria de Arte
- 1982

Goiânia GO – Guaches e Colagens, na Galeria Casa Grande
Goiânia GO – Individual, na Casa Grande Galeria de Arte
Rio de Janeiro RJ – Individual, na Galeria Bonino
- 1983

Curitiba PR – Individual, na Galeria Ida e Anita
Porto Alegre RS – Individual, na Bolsa de Arte
Recife PE – Siron, na Ranulpho Galeria de Arte
- 1984

Belo Horizonte MG – Individual, na Galeria Mandala
São Paulo SP – Pequenos Formatos, na Paulo Figueiredo Galeria de Arte
São Paulo SP – Siron Franco: pinturas recentes, na Paulo Figueiredo Galeria de Arte
- 1985

Maceió AL – Individual, na Karandash Arte Contemporânea
Salvador BA – Individual, no Escritório de Arte da Bahia
- 1986

Rio de Janeiro RJ – Individual, na Galeria Montesanti Roesler
São Paulo SP – Individual, na Galeria de Arte São Paulo
- 1987

São Paulo SP – Goiânia Rua 57: guaches, pinturas e esculturas, na Galeria Montesanti Roesler
- 1988

Colônia (Alemanha) – Siron Goiânia Brasil, na Galeria Inge Baecker
São Paulo SP – Siron Franco: pinturas e desenhos de 1975 a 1984, na Companhia das Artes
- 1989

Brasília DF – O Curral, no Teatro Nacional Cláudio Santoro
São Paulo SP – O Curral, no Subdistrito Comercial de Arte
- 1990

Fortaleza CE – Noturnos, na Galeria Multiarte
São Paulo SP – Peles, na Galeria Montesanti Roesler
- 1991

Coral Gables (Estados Unidos) – Siron Franco: recent works, na Elite Fine Arts Gallery
Porto Alegre RS – Rua 57: parte II, na Agência de Arte
- 1992

Buenos Aires (Argentina) – Goiânia Rua 57, na Organização dos Estados Americanos
Londres (Inglaterra) – Siron Franco: recent paintings, na Elms Lesters
- 1993

Brasília DF – Goiânia Rua 57, na Galeria Gazeta Mercantil
Paris (França) – Individual, na Gaymu Inter Art Galerie
- 1994

Coral Gables (Estados Unidos) – Individual, na Elite Fine Arts Gallery
Londres (Inglaterra) – Individual, na Durini Gallery
Porto Alegre RS – Individual, na Bolsa de Arte
- 1995

Brasília DF – Via Sacra, na Galeria BRB
Brasília DF – Objetos Mágicos, no Itamaraty
Goiânia GO – Objetos Mágicos, na Galeria de Arte Marina Potrich
Recife PE – Objetos Mágicos, no ARIA
Rio de Janeiro RJ – Objetos Mágicos, no MNBA
São Paulo SP – Objetos Mágicos, no Masp
- 1996

Buenos Aires (Argentina) – Objetos Mágicos, na Fundacíon Banco Patrícios
Salvador BA – Siron Franco: pinturas, no Escritório de Arte da Bahia
- 1997

Belo Horizonte MG – Curtume, na Galeria Manoel Macedo
- 1998

Curitiba PR – Visões, na Simões de Assis Galeria de Arte
Rio de Janeiro RJ – Siron Franco: pinturas dos 70 aos 90, no CCBB
São Paulo SP – Siron Franco: pinturas dos 70 aos 90, no Pavilhão Manoel da Nóbrega
- 1999

Porto Alegre RS – Individual, no Margs
São Paulo SP – A Vida Bate, no MuBE
- 2000

Goiânia GO – A Vida Bate
Goiânia GO – Casulos, no Teatro Nacional Cláudio Santoro
Londres (Inglaterra) – Siron Franco: cocoons, no ELMS Lesters
Rio de Janeiro RJ – Siron 800 Vezes: cerâmicas, no MNBA
- 2001

Brasília DF – Siron Franco: cerâmicas, no Teatro Nacional Cláudio Santoro
Goiânia GO – Rua 57 Camas Série Césio, na Fundação Jaime Câmara
Porto Alegre RS – Casulos, no Centro Cultural Aplub
Salvador BA – Casulos, no Solar do Unhão
Salvador BA – Siron Franco: pinturas anos 80 e 90, na Paulo Darzé Galeria de Arte
São Paulo SP – Casulos, na Galeria Nara Roesler
- 2002

Salvador BA – Siron Franco: desenhos, no Paulo Darzé Galeria de Arte
São Paulo SP – Intolerância, no Memorial da Liberdade
- 2017

São Paulo SP – Exposição “Siron em 38 obras: 1974 a 2017”, na Biblioteca Mário de Andrade
- 2018

São Paulo SP – Exposição “Em nome de Deus”, na Galeria Marcelo Guarnieri

## Obras
- A Rainha 1976, no Museu Nacional de Belas Artes, Rio de Janeiro
- Monumento às Nações Indígenas 1992, em Aparecida de Goiânia
- Césio 137 - Série de 23 pinturas
- Fábulas de Horror - Serie premiada na XII Bienal Internacional de São Paulo
- Painel em encosta próxima ao Dique do Tororó, em Salvador.[4]